# Plaimpied-Givaudins
Plaimpied-Givaudins ist eine französische Gemeinde mit 2.104 Einwohnern (Stand: 1. Januar 2022) im Département Cher in der Region Centre-Val de Loire. Sie gehört zum Arrondissement Bourges und zum Kanton Trouy. Die Einwohner werden Plaimpiedois genannt.

## Geographie
Plaimpied-Givaudins liegt in Zentralfrankreich, etwa 150 Kilometer südlich von Paris am Auron bzw. am Canal de Berry. Umgeben wird Plaimpied-Givaudins von den Nachbargemeinden Bourges im Norden, Soye-en-Septaine im Nordosten, Saint-Just im Osten, Senneçay im Süden, Lissay-Lochy im Südwesten und Westen sowie Trouy im Westen und Nordwesten. 
Durch die Gemeinde führen die Autoroute A71 und die Route nationale 142. 

## Bevölkerungsentwicklung
| Jahr                       | 1962 | 1968 | 1975 | 1982 | 1990 | 1999 | 2006 | 2012 | 2019 |
| Einwohner                  | 673  | 693  | 853  | 1100 | 1388 | 1643 | 1672 | 1822 | 2069 |
| Quellen: Cassini und INSEE |      |      |      |      |      |      |      |      |      |

## Sehenswürdigkeiten
- romanische Kirche Saint-Martin aus dem Jahre 1080, seit 1853 Monument historique
- Reste der früheren Abtei, erhalten ist ein Tor aus dem 14. Jahrhundert

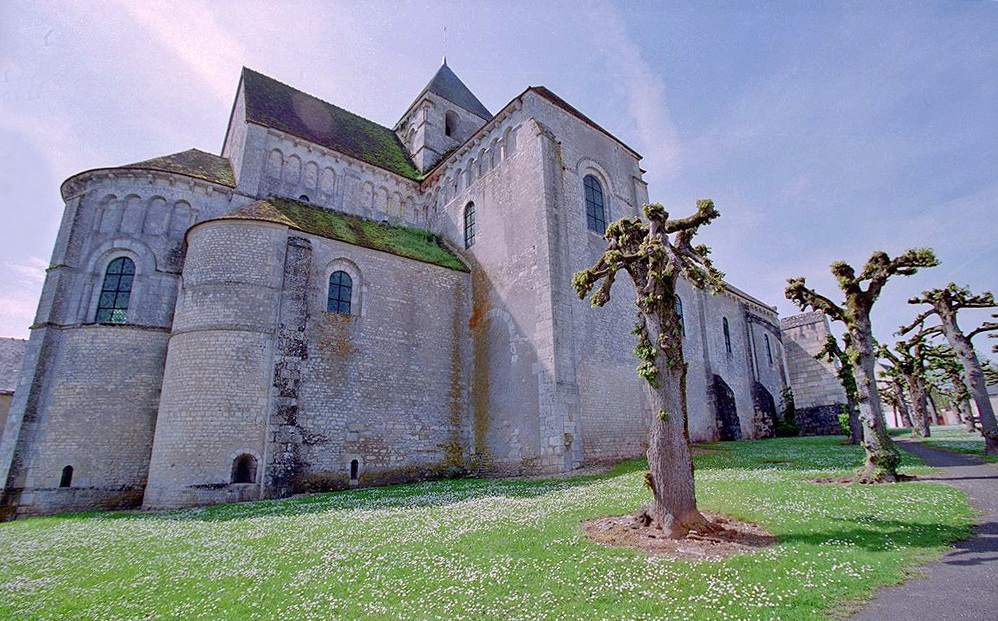
Kirche Saint-Martin
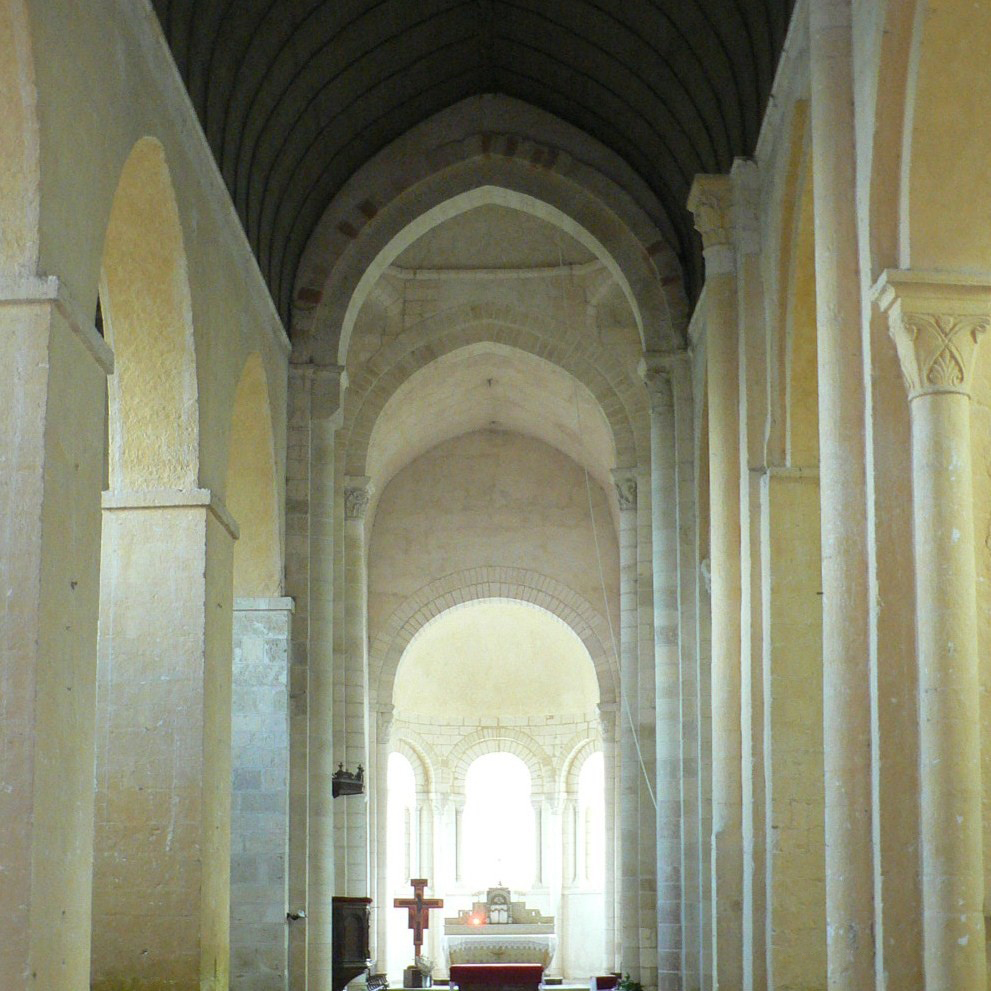
Innenansicht der Kirche Saint-Martin
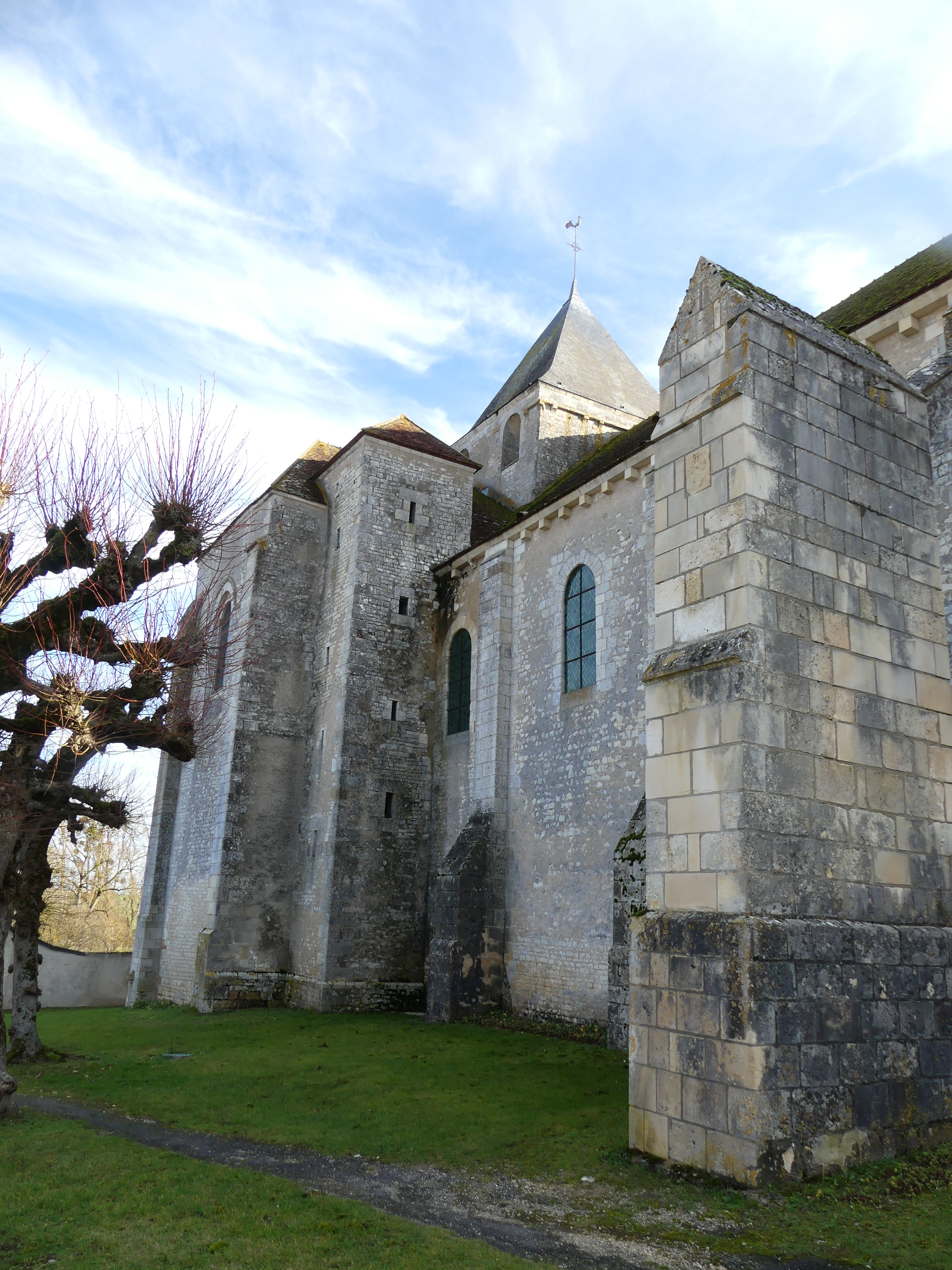
Nordmauer der ehemaligen Abtri